# Друга дружина (фільм, 1927)
«Друга дружина» (інша назва: «Дві дружини») — радянський німий художній фільм 1927 року режисера Михайла Дороніна, екранізація однойменної повісті Лолахан Сейфулліної. Фільм зберігся — у 2012 році його знайшли в Держфільмофонді, відновили й оцифрували; доступний для перегляду.

## Сюжет
Перші роки Радянської влади в Середній Азії. Багатий торговець Таджибай бере в свій будинок другу дружину — молоду красуню Адолят. Вона страждає від жорстокого поводження чоловіка і першої дружини. Перша дружина — сварлива і хитра Хадича, шукає нагоди, щоб зігнати на Адолят свій гнів, робить з ревнощів усе, щоб перетворити життя Адолят на справжнє пекло. У Адолят народжується дочка. Життя в будинку чоловіка стає для неї нестерпним — постійні злісні випади Хадичі, глузування свекрухи, грубе ставлення самого Таджибая змушують молоду жінку разом з новонародженою дочкою бігти в будинок своїх батьків. Але за шаріатом дружині піти від чоловіка без його на те згоди — це означало зганьбити не тільки його, але й власних батьків. Тому батько сам видає Адолят чоловіку, що приїхав по неї.

## У ролях
- Ра Мессерер — Адолят, друга дружина
- Марія Гриньова — Хадича, перша дружина
- Грігол Чечелашвілі — Таджибай, багатий торговець
- Ухтам Хан-Мірзобаєва — свекруха
- Зухра Юлдашбаєва — Халля, приживалка
- Євгенія Войнова — Саодат
- Шахіда Магзумова — танцівниця
- Михайло Доронін — Садикбай
- Іван Худолєєв — епізод
- Набі Ганієв — епізод

## Знімальна група
- Режисер — Михайло Доронін
- Сценаристи — Лолахан Сейфулліна, Валентина Собберей
- Оператор — Володимир Добржанський
- Художник — Б. Челлі